# Möbelkombinat Jonava

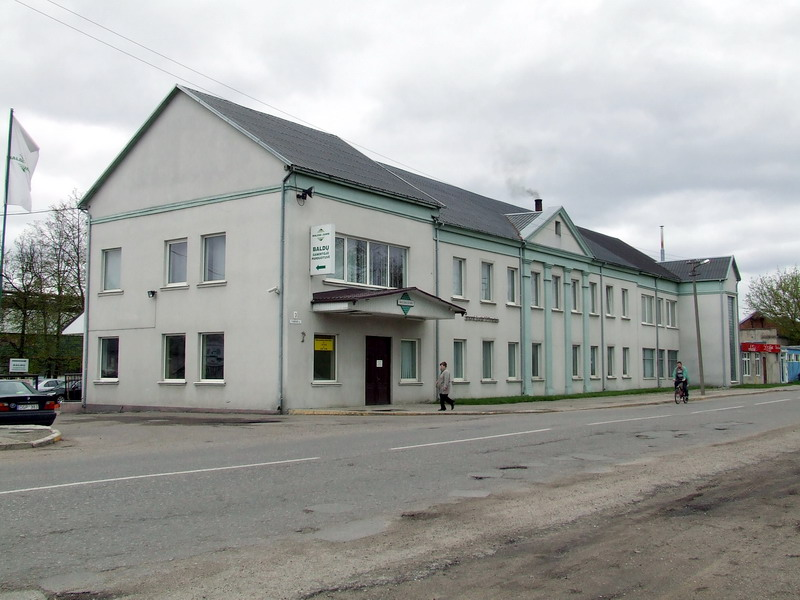
Verwaltungsgebäude

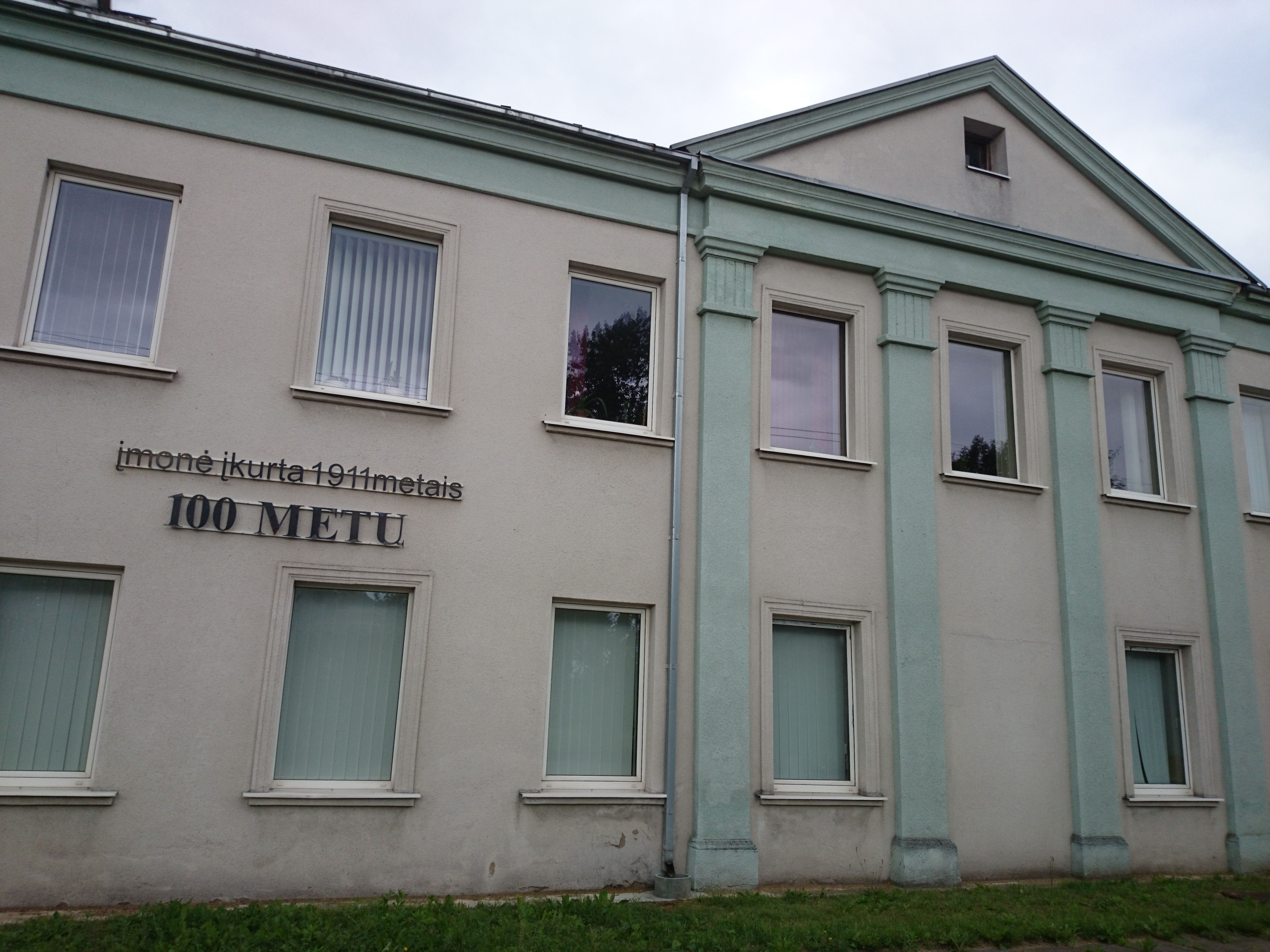
Hauptgebäude mit der Aufschrift des Jubiläums 2011

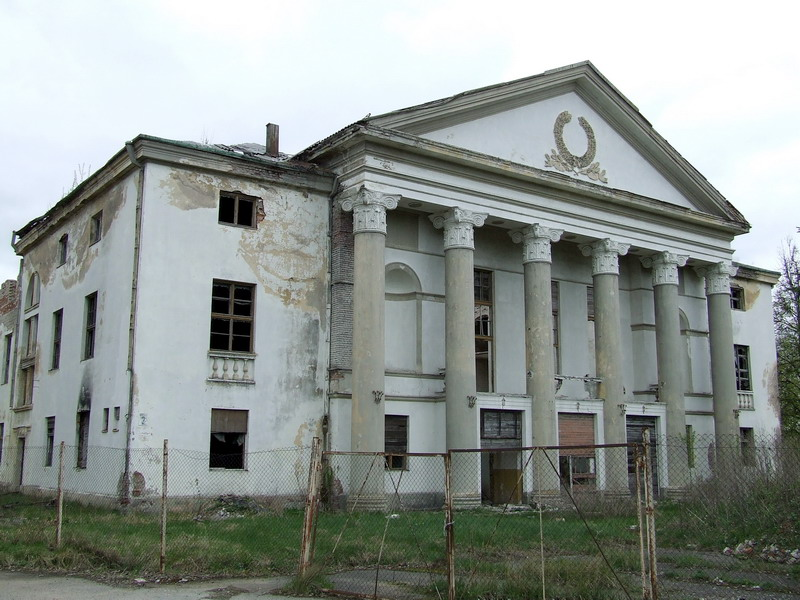
Kultur-Club des Kombinats, 2009

Das Möbelkombinat Jonava (lit. Jonavos baldų kombinatas, JBK) war ein Kombinat der Möbelindustrie in Jonava, im Stadtteil Baldininkai; ein historisches Unternehmen in Sowjetlitauen. 

## Leitung
- bis 1968: Kazimieras Miniotas (* 1936)
- Antanas Morkevičius
- 1995–1998: Juozas Jokimas[1].

## Geschichte
1946 wurde aus der Streichholzfabrik Jonava ein Möbelbaufabrik, die 1958 zum "Möbelkombinat Jonava" umgewandelt wurde. Am Kombinat entstand eine neue Siedlung. Der Betrieb entwickelte aktive kulturelle Tätigkeit. 
Das Kombinat hatte eigenes Kulturhaus (Club). Es war das Kulturzentrum der Stadt. Im Club hatte die Musikschule Jonava ihre Räume. 
In den 1970er Jahren war das Kombinat einer der größten Betriebe Litauens und hatte 1100 Mitarbeiter (im Jahr 1977). Der Produktionswert betrug 11,2 Mio. Rubel. Das Kombinat verkaufte Möbel in die Unionsrepubliken Lettland, Estland, Russland, Weißrussland und exportierte nach Ungarn, in die Mongolei, Dänemark und den Jemen. Produkte des Kombinats bekamen Preise auf Ausstellungen in Paris, London und Leipzig.
Ab 1980 förderte das Kombinat die örtliche Basketballmannschaft „Jonavos SK Malsta“ der zweiten Basketballliga Litauens.
Nach der Unabhängigkeitserklärung Litauens wurde das Kombinat privatisiert. Nachfolgefirmen waren „Jonavos baldai“ sowie ab 1994 einige Privatunternehmen. „Jonavos baldai“ ging 2000 bankrott. Auf dem Unternehmensgelände siedelten sich UAB „Baldai Jums“ und andere Firmen an. UAB „Baldai Jums“ erzielte 2002 5 Mio. Euro. 98 % der Möbel werden exportiert.